# Apeadero de Muxagata
El Apeadero de Muxagata, igualmente conocido como Parada de Muxagata, fue una antigua plataforma de la línea de Beira Alta, que servía a la parroquia de Figueiró da Granja, en el Distrito de Guarda, en Portugal.

## Características

### Descripción física
En enero de 2011, presentaba dos vías de circulación, ambas con 545 metros de longitud.

## Historia
El tramo de la línea de Beira Alta entre las estaciones de Pampilhosa y Vilar Formoso, en el cual esta plataforma se inserta, entró en servicio, de forma provisional, el 1 de julio de 1882, siendo la línea totalmente inaugurada, entre Figueira da Foz y la frontera con España, el 3 de agosto del mismo año, por la Compañía de los Caminhos de Ferro Portugueses de Beira Alta.
En mayo de 1984, presentaba la categoría de parada, siendo, en ese momento, servida por convoyes regionales de la operadora Caminhos de Ferro Portugueses.